# Pedro Varela
Pedro Varela (pełne imię i nazwisko Pedro José Varela Olivera, ur. 22 lutego 1837 w Montevideo, zm. 1906) – urugwajski prezydent w latach 1868 (tymczasowo), 1875 (samozwańczo, obalony przez Pedra Carve na kilka miesięcy) oraz w latach 1875-1876. Należący do Partii Colorado.